# Liste der Biografien/Asf
Liste der Biografien |
Portal Biografien |
Personensuche
# |
A |
B |
C |
D |
E |
F |
G |
H |
I |
J |
K |
L |
M |
N |
O |
P |
Q |
R |
S |
T |
U |
V |
W |
X |
Y |
Z |
?
 
Aa |
Ab |
Ac |
Ad |
Ae |
Af |
Ag |
Ah |
Ai |
Aj |
Ak |
Al |
Am |
An |
Ao |
Ap |
Aq |
Ar |
As |
At |
Au |
Av |
Aw |
Ax |
Ay |
Az
 
Asa |
Asb |
Asc |
Asd |
Ase |
Asf |
Asg |
Ash |
Asi |
Asj |
Ask |
Asl |
Asm |
Asn |
Aso |
Asp |
Asq |
Asr |
Ass |
Ast |
Asu |
Asv |
Asw |
Asy |
Asz
Die Liste der Biografien führt alle Personen auf, die in der deutschsprachigen Wikipedia einen Artikel haben. Dieses ist eine Teilliste mit 10 Einträgen von Personen, deren Namen mit den Buchstaben „Asf“ beginnt.

## Asf

### Asfa
- Asfa-Wossen Asserate (* 1948), äthiopischer Adelsnachkomme; Unternehmensberater und deutschsprachiger AutorAsfa-Wossen Asserate (* 1948)

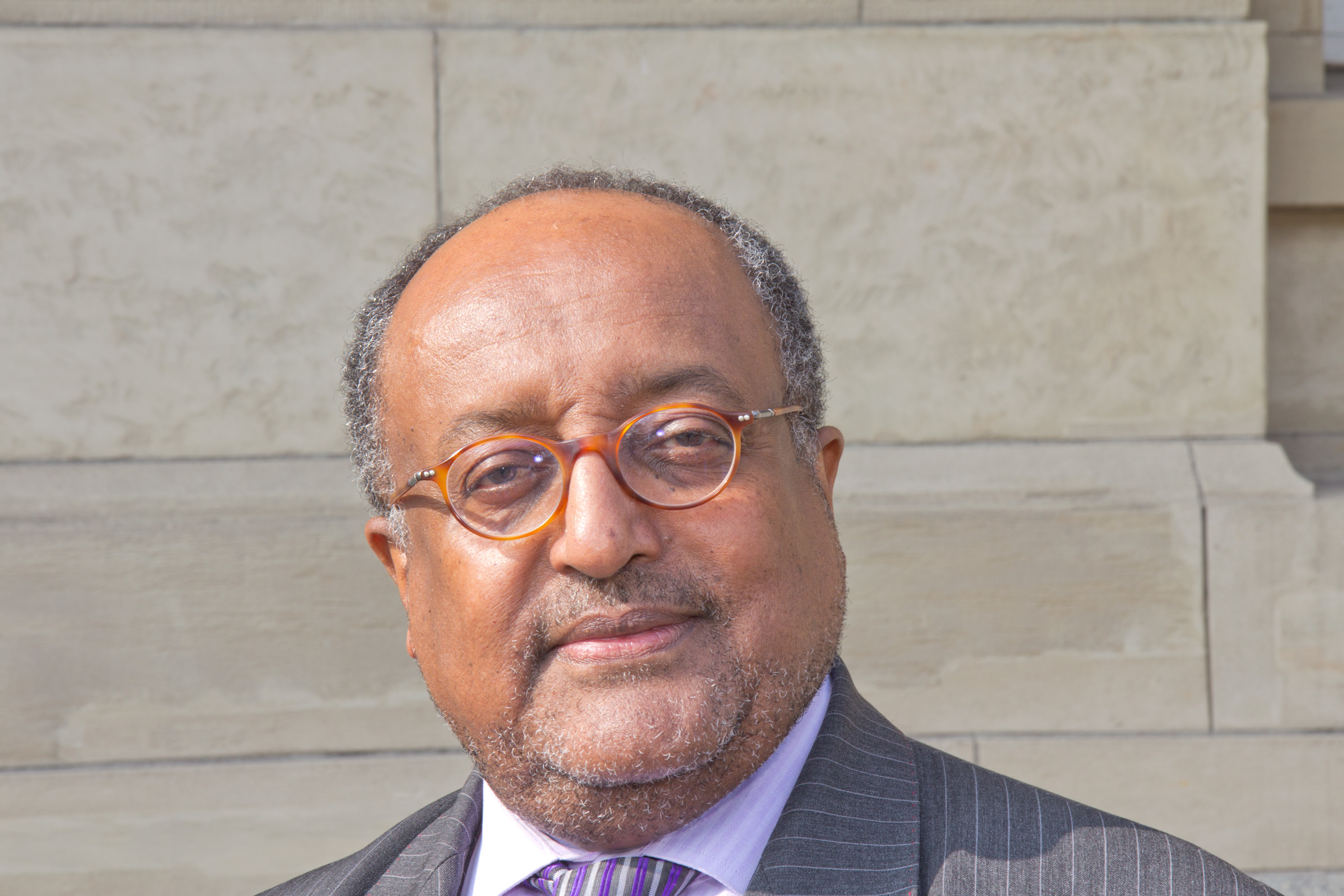
Asfa-Wossen Asserate (* 1948)

- Asfari, Ayman (* 1958), syrisch-britischer Geschäftsmann
- Asfari, Mohamad (* 1983), syrischer Poolbillardspieler
- Asfaw, Berhane (* 1954), äthiopischer Paläoanthropologe
- Asfaw, Gashaw (* 1978), äthiopischer Marathonläufer
- Asfaw, Menen (1889–1962), äthiopische Kaiserin

### Asfe
- Asfendijarow, Sanschar (1889–1938), kasachischer Militärarzt und Politiker

### Asfo
- Asfoor, Abbas al- (* 1999), bahrainischer Fußballspieler

### Asfr
- Asfrid Odinkarsdatter, dänische Königin

### Asfu
- Asfura, Nasry (* 1958), honduranischer Politiker